# ویسبیچ سنت مری
ویسبیچ سنت مری (به انگلیسی: Wisbech St Mary) یک روستا و محله مدنی در بریتانیا است که در فنلند، کمبریج‌شر واقع شده‌است. ویسبیچ سنت مری ۳٬۵۵۶ نفر جمعیت دارد.